# The Taste/Staffel 12
Die zwölfte Staffel von The Taste wurde ab dem 25. Oktober 2023 ausgestrahlt und von Angelina Kirsch moderiert. Neben den bisherigen Coaches Alexander Herrmann, Tim Raue und Alexander Kumptner kehrt Frank Rosin als Coach zurück.

## Casting
Die erste Runde umfasste  in der Fernsehausstrahlung insgesamt 22 Kandidaten. Jeder hatte 60 Minuten Zeit um einen Löffel zuzubereiten, wobei für den Einkauf jeweils 50 Euro zur Verfügung gestellt worden waren. Jeder der vier Juroren entschied nach der Blindverkostung, ob sie den jeweiligen Teilnehmer in ihr Team aufnehmen möchten. Entschied sich mehr als ein Juror für einen Kandidaten, so durfte dieser ein Team wählen.
| Nr. | Kandidat  | Klasse | Juroren                 | Juroren                 | Juroren     | Juroren             | Entscheidung  |
| Nr. | Kandidat  | Klasse | Alexander Herrmann      | Alex Kumptner           | Frank Rosin | Tim Raue            | Entscheidung  |
| --- | --------- | ------ | ----------------------- | ----------------------- | ----------- | ------------------- | ------------- |
| 1   | Hannes    | Hobby  | Nein                    | Nein                    | Ja ✔        | Nein                | Team Rosin    |
| 2   | Nina      | Profi  | Ja                      | Ja                      | Ja          | Ja ✔                | Team Raue     |
| 3   | Benni     | Hobby  | Nein                    | Ja ✔                    | Nein        | Nein                | Team Kumptner |
| 4   | Stefan    | Hobby  | Nein                    | Nein                    | Nein        | Nein                | -             |
| 5   | Dennis    | Hobby  | Ja ✔                    | Nein                    | Nein        | Nein                | Team Herrmann |
| 6   | Ayse      | Hobby  | Nein                    | Nein                    | Nein        | Nein                | -             |
| 7   | Kea       | Profi  | Ja                      | Nein                    | Ja          | Ja ✔                | Team Raue     |
| 8   | Michi     | Profi  | Ja                      | Ja ✔                    | Ja          | Ja                  | Team Kumptner |
| 9   | Evi       | Hobby  | Nein                    | Nein                    | Nein        | Nein                | -             |
| 10  | Mariia    | Hobby  | Nein                    | Ja                      | Ja          | Ja ✔                | Team Raue     |
| 11  | Diego     | Profi  | Ja ✔                    | Ja                      | Ja          | Ja                  | Team Herrmann |
| 12  | Vishi     | Hobby  | Nein                    | Ja ✔                    | Nein        | Nein                | Team Kumptner |
| 13  | Heval     | Profi  | Nein                    | Nein                    | Ja ✔        | Nein                | Team Rosin    |
| 14  | Pia       | Profi  | Ja ✔                    | Ja                      | Ja          | Ja                  | Team Herrmann |
| 15  | Lukas     | Hobby  | Nein                    | Nein                    | Nein        | Nein                | -             |
| 16  | Roxi      | Profi  | Nein                    | Nein                    | Nein        | Nein                | -             |
| 17  | Tommaso   | Hobby  | Nein                    | Nein                    | Nein        | Nein                | -             |
| 18  | Mona      | Profi  | Ja                      | Ja ✔                    | Ja          | Ja                  | Team Kumptner |
| 19  | Mary Anne | Profi  | Nein                    | Team Kumptner ist voll. | Nein        | Ja ✔                | Team Raue     |
| 20  | Daniel    | Profi  | Nein                    | Team Kumptner ist voll. | Ja ✔        | Team Raue ist voll. | Team Rosin    |
| 21  | Jakob     | Hobby  | Ja ✔                    | Team Kumptner ist voll. | Ja          | Team Raue ist voll. | Team Herrmann |
| 22  | Kathrin   | Profi  | Team Herrmann ist voll. | Team Kumptner ist voll. | Ja ✔        | Team Raue ist voll. | Team Rosin    |

## Die Teams und Platzierungen im Team
Die Coaches Tim Raue, Alexander Kumptner und Alexander Herrmann behielten die Teamfarben der vorangegangenen Staffel. Frank Rosin übernahm wieder die Teamfarbe blau von Nelson Müller.
| Platz | Name           | Gesammelte Sterne                                                                 |
| ----- | -------------- | --------------------------------------------------------------------------------- |
| 1.    | Pia            | Sternsymbol · Sternsymbol · Sternsymbol · Sternsymbol · Sternsymbol · Sternsymbol |
| 2.    | Dennis         | Sternsymbol                                                                       |
| 3.    | Diego          | -                                                                                 |
| 4.    | Kea (ab Ep. 3) | -                                                                                 |
| 5.    | Jakob          | -                                                                                 |

| Platz | Name               | Gesammelte Sterne |
| ----- | ------------------ | --- |
| 1.    | Mona               | Sternsymbol · Sternsymbol · Sternsymbol · Sternsymbol · Sternsymbol · Sternsymbol · Sternsymbol · Sternsymbol · Sternsymbol · Sternsymbol · Sternsymbol |
| 2.    | Kathrin (ab Ep. 7) | - |
| 3.    | Michi              | 1 |
| 4.    | Vishi              | - |
| 5.    | Benni              | - |

| Platz | Name             | Gesammelte Sterne                                     |
| ----- | ---------------- | ----------------------------------------------------- |
| 1.    | Daniel           | Sternsymbol · Sternsymbol · Sternsymbol · Sternsymbol |
| 2.    | Michi (ab Ep. 7) | Sternsymbol                                           |
| 3.    | Kathrin          | 1                                                     |
| 4.    | Hannes           | - 1                                                   |
| 5.    | Heval            | Sternsymbol                                           |

| Platz | Name              | Gesammelte Sterne                                                                 |
| ----- | ----------------- | --------------------------------------------------------------------------------- |
| 1.    | Nina              | Sternsymbol · Sternsymbol · Sternsymbol · Sternsymbol · Sternsymbol · Sternsymbol |
| 2.    | Mary Anne         | Sternsymbol · Sternsymbol · Sternsymbol · Sternsymbol · Sternsymbol               |
| 3.    | Hannes (ab Ep. 4) | Sternsymbol                                                                       |
| 4.    | Kea               | - 1                                                                               |
| 5.    | Mariia            | -                                                                                 |

## Verlauf der 12. Staffel
Die Auswahl der Kandidaten für die Teams wurde in der ersten und zu Beginn der zweiten Episode ausgestrahlt. Ab der zweiten Episode wurde im Team- und Einzelkochen jeweils ein Kandidat eliminiert, ggf. durch ein Entscheidungskochen. Durch den Gewinn des Teamkochens erhielt der Koch des besten Löffels einen goldenen Stern.
In der dritten Episode kochten die Coaches im Teamkochen für ihr jeweiliges Team. Die Mannschaft des siegreichen Coaches (Alexander Herrmann, Team Gelb) war für das Einzelkochen immun, das Team des Verlierers (Tim Raue, Team Rot) automatisch komplett für das Entscheidungskochen gesetzt.
Im Halbfinale gab es keine roten Sterne. Kandidaten, die entweder im Team- oder Einzelkochen einen goldenen Stern erkochten, qualifizierten sich direkt ins Finale. Der verbleibende Platz wurde dann in einem Entscheidungskochen vergeben.
|       |           |           | Episode 2 01. November 2023               | Episode 3 08. November 2023                                | Episode 4 15. November 2023                                          | Episode 5 22. November 2023               | Episode 6 29. November 2023               | Episode 7 6. Dezember 2023                        | Halbfinale 13. Dezember 2023              | Finale 20. Dezember 2023                          |  |
| ----- | --------- | --------- | ----------------------------------------- | ---------------------------------------------------------- | -------------------------------------------------------------------- | ----------------------------------------- | ----------------------------------------- | ------------------------------------------------- | ----------------------------------------- | ------------------------------------------------- |  |
|       | Gastjuror | Gastjuror | Max Strohe                                | Cornelia Poletto                                           | Markus Stöckle Elif Oskan                                            | Nelson Müller                             | Hao Jin                                   | Roland Trettl Gerhard Retter                      | Viktoria Fuchs                            | Juan Amador                                       |  |
|       | Thema     | Thema     | Fernsehserien                             | Schule                                                     | Deutsch-Türkisch                                                     | Heimat-Küche                              | Lieblingskoch (China)                     | süß und salziger Nikolaus-Tag, Glühwein           | Weihnachten                               | vegetarisch Fisch/Meeresfrüchte Fleisch + Kumquat |  |
| Platz | Koch      | Koch      | Status der Kandidaten am Ende der Episode | Status der Kandidaten am Ende der Episode                  | Status der Kandidaten am Ende der Episode                            | Status der Kandidaten am Ende der Episode | Status der Kandidaten am Ende der Episode | Status der Kandidaten am Ende der Episode         | Status der Kandidaten am Ende der Episode | Status der Kandidaten am Ende der Episode         |  |
| 1.    | Mona      | Mona      | Favorit (1 goldener Stern)                | Weiter                                                     | Favorit (2 goldene Sterne)                                           | Favorit (2 goldene Sterne)                | Weiter                                    | Favorit (2 goldene Sterne)                        | Favorit (1 goldener Stern)                | Gewinner (3 goldene Sterne)                       |  |
| 2.    | Daniel    | Daniel    | Weiter                                    | Weiter                                                     | Weiter (Entscheidungskochen)                                         | Weiter                                    | Favorit (1 goldener Stern)                | Weiter                                            | Favorit (1 goldener Stern)                | 2. Platz (1 goldener Stern)                       |  |
| 3.    | Nina      | Nina      | Favorit (1 goldener Stern)                | Weiter 1 (Entscheidungskochen) (1 goldener Stern)          | Immun 2                                                              | Immun                                     | Weiter                                    | Favorit (1 goldener Stern)                        | Favorit (1 goldener Stern)                | 3. Platz                                          |  |
| 4.    |           | Michi     | Favorit (1 goldener Stern)                | Weiter                                                     | Weiter                                                               | Weiter 3 (Entscheidungskochen)            | Weiter                                    | Kandidatenjoker Frank Rosin (Entscheidungskochen) | Immun                                     | Ausgeschieden (Duell gegen Mona)                  |  |
| 4.    | Pia       | Pia       | Weiter                                    | Immun 1 (1 goldener Stern)                                 | Weiter 2 (Entscheidungskochen)                                       | Favorit (1 goldener Stern)                | Favorit (3 goldene Sterne)                | Immun (1 roter Stern)                             | Favorit (1 goldener Stern)                | Ausgeschieden (Duell gegen Daniel)                |  |
| 4.    | Mary Anne | Mary Anne | Favorit (1 goldener Stern)                | Weiter 1 (Entscheidungskochen) (2 goldene Sterne)          | Favorit 2 (2 goldene Sterne)                                         | Weiter                                    | Weiter                                    | Weiter (Entscheidungskochen)                      | Weiter (Entscheidungskochen)              | Ausgeschieden (Duell gegen Nina)                  |  |
| 7.    |           | Kathrin   | Weiter (trotz rotem Stern)                | Weiter (Entscheidungskochen)                               | Weiter                                                               | Favorit (1 goldener Stern)                | Weiter                                    | Kandidatenjoker Alex Kumptner (Teamkochen) Weiter | Weiter (Entscheidungskochen)              | Ausgeschieden (1. Phase, Solokochen)              |  |
| 8.    | Dennis    | Dennis    | Weiter                                    | Immun 1                                                    | Weiter 2                                                             | Weiter                                    | Immun (4 rote Sterne)                     | Weiter                                            | Ausgeschieden                             |                                                   |  |
| 8.    |           | Hannes    | Weiter                                    | Weiter                                                     | Kandidatenjoker 2 Tim Raue (Teamkochen) Weiter (Entscheidungskochen) | Weiter                                    | Weiter                                    | Favorit (1 goldener Stern)                        | Ausgeschieden                             |                                                   |  |
| 10.   | Vishi     | Vishi     | Weiter (trotz rotem Stern)                | Weiter                                                     | Weiter                                                               | Weiter 3 (Entscheidungskochen)            | Ausgeschieden                             |                                                   |                                           |                                                   |  |
| 11.   | Benni     | Benni     | Weiter                                    | Weiter (Entscheidungskochen)                               | Weiter                                                               | Ausgeschieden 3                           |                                           |                                                   |                                           |                                                   |  |
| 12.   | Diego     | Diego     | Weiter                                    | Immun 1 (1 roter Stern)                                    | Weiter 2                                                             | Ausgeschieden                             |                                           |                                                   |                                           |                                                   |  |
| 13.   |           | Kea       | Weiter                                    | Kandidatenjoker 1 Alexander Herrmann (Entscheidungskochen) | Ausgeschieden 2                                                      |                                           |                                           |                                                   |                                           |                                                   |  |
| 14.   | Heval     | Heval     | Immun                                     | Ausgeschieden                                              |                                                                      |                                           |                                           |                                                   |                                           |                                                   |  |
| 15.   | Jakob     | Jakob     | Ausgeschieden (durch 2 rote Sterne)       |                                                            |                                                                      |                                           |                                           |                                                   |                                           |                                                   |  |
| 16.   | Mariia    | Mariia    | Ausgeschieden                             |                                                            |                                                                      |                                           |                                           |                                                   |                                           |                                                   |  |

Legende
| Element                       | Bedeutung |
| ----------------------------- | --- |
| Weiter                        | Ohne goldenen oder roten Stern weiter gekommen. |
| Weiter (Entscheidungskochen)  | In der 2. Phase eines der schlechtesten Gerichte gekocht (mindestens ein roter Stern), aber im Entscheidungskochen nicht ausgeschieden.                                       |
| Favorit                       | In der 2. Phase eines der besten Gerichte gekocht. |
| Kandidatenjoker Coach (Phase) | Kandidat wäre eigentlich in der ersten Phase (Teamkochen) oder beim Entscheidungskochen ausgeschieden, wurde aber durch den Kandidatenjoker von einem anderen Coach gerettet. |
| Immun                         | In der 1. Phase bestes Gericht gekocht und somit sicher in der nächsten Show.                                                                                                 |
| Ausgeschieden                 | Im Entscheidungskochen das schwächste Gericht gekocht. |
| Ausgeschieden                 | In der 1. Phase vom Coach eliminiert. |

## Einschaltquoten
| Folge               | Datum         | Zuschauer | Zuschauer     | Marktanteil | Marktanteil   | Quelle |
| Folge               | Datum         | Gesamt    | 14 – 49 Jahre | Gesamt      | 14 – 49 Jahre | Quelle |
| ------------------- | ------------- | --------- | ------------- | ----------- | ------------- | ------ |
| 1                   | 25. Okt. 2023 | 1,05 Mio. | 0,41 Mio.     | 4,8 %       | 8,7 %         | [ 1 ]  |
| 2                   | 1. Nov. 2023  | 0,69 Mio. | 0,38 Mio.     | 3,8 %       | 6,7 %         | [ 2 ]  |
| 3                   | 8. Nov. 2023  | 1,27 Mio. | 0,52 Mio.     | 5,8 %       | 10,7 %        | [ 3 ]  |
| 4                   | 15. Nov. 2023 | 1,03 Mio. | 0,41 Mio.     | 4,8 %       | 8,8 %         | [ 4 ]  |
| 5                   | 22. Nov. 2023 | 1,27 Mio. | 0,52 Mio.     | 5,6 %       | 10,6 %        | [ 5 ]  |
| 6                   | 29. Nov. 2023 | 1,47 Mio. | 0,59 Mio.     | 5,8 %       | 11,7 %        | [ 6 ]  |
| 7                   | 6. Dez. 2023  | 1,08 Mio. | 0,46 Mio.     | 4,8 %       | 8,6 %         | [ 7 ]  |
| 8                   | 13. Dez. 2023 | 1,25 Mio. | 0,57 Mio.     | 5,8 %       | 12,8 %        | [ 8 ]  |
| 9                   | 20. Dez. 2023 | 1,12 Mio. | 0,53 Mio.     | 4,9 %       | 10,1 %        | [ 9 ]  |
| Staffeldurchschnitt |               |           |               |             |               |        |